# Пайде (волость)
Па́йде (ест. Paide vald) — волость в Естонії, одиниця самоврядування в повіті Ярвамаа з 24 жовтня 1991 до 25 жовтня 2017 року.

## Географічні дані
Площа волості — 300 км2, чисельність населення на 1 січня 2017 року становила 1663 особи.

## Населені пункти
Волосна адміністрація розміщувалося в місті Пайде, але саме місто було самостійним самоврядуванням і не входило до складу волості Пайде.
На території волості розташовувалися 28 сіл (küla):
Анна (Anna), Валґма (Valgma), Вескіару (Veskiaru), Виибу (Võõbu), Віраксааре (Viraksaare), Ейвере (Eivere), Кіріла (Kirila), Корба (Korba), Крійлевялья (Kriilevälja), Мустла-Нимме (Mustla-Nõmme), Мустла (Mustla), Мюнді (Mündi), Мяекюла (Mäeküla), Мяо (Mäo), Нурме (Nurme), Нурмсі (Nurmsi), Отіку (Otiku), Оякюла (Ojaküla), Пікакюла (Pikaküla), Пряема (Prääma), Пуйату (Puiatu), Пурді (Purdi), Сарґвере (Sargvere), Сейнапалу (Seinapalu), Симеру (Sõmeru), Сіллаотса (Sillaotsa), Суурпалу (Suurpalu), Тарб'я (Tarbja).

## Історія
24 жовтня 1991 року Пайдеська сільська рада перетворена у волость зі статусом самоврядування.
12 січня 2017 року на підставі Закону про адміністративний поділ території Естонії Уряд Республіки прийняв постанову № 12 про утворення нової адміністративної одиниці — міського самоврядування Пайде — шляхом об'єднання територій міста-муніципалітету Пайде та волостей Пайде і Роосна-Алліку. Зміни в адміністративно-територіальному устрої, відповідно до постанови, мали набрати чинності з дня оголошення результатів виборів до міської ради нового самоврядування.
15 жовтня 2017 року в Естонії відбулися вибори в органи місцевої влади. Утворення міського самоврядування Пайде набуло чинності 25 жовтня 2017 року. Волость Пайде вилучена з «Переліку адміністративних одиниць на території Естонії».